# Tibetwürger
Der Tibetwürger (Lanius tephronotus) ist ein Singvogel aus der Gattung Lanius in der Familie der Würger (Laniidae). Die mittelgroße Würgerart ist von Kaschmir über Nordindien und die kleinen Himalayastaaten nordost- und ostwärts bis Zentral- und Südchina verbreitet. Die Winterquartiere des Teilziehers liegen meist in tiefer gelegenen, aber räumlich den Brutgebieten nahen Regionen, zum Teil aber auch südlich, vor allem aber südöstlich von ihnen in Indien, Bangladesch und dem nördlichen und zentralen Indochina. Neben der Unterart des Keilschwanzwürgers Lanius sphenocercus giganteus, mit dem der Tibetwürger im östlichsten Tibet sympatrisch vorkommt, ist er die einzige Würgerart, die ausschließlich in Regionen über 2200 Metern, meist aber in bedeutend größeren Höhen nahe oder oberhalb der regionalen Baumgrenzen, brütet.
Wie viele andere Würgerarten auch, ernährt sich die Art vor allem von Insekten und anderen Wirbellosen, daneben von Wirbeltieren wie jungen Mäusen, Nestlingen, Eidechsen und Fröschen. Tibetwürger weichen im Winter in tiefere Lagen aus oder ziehen in südliche oder südöstliche Richtungen ab.
Die verwandtschaftliche Stellung der Art innerhalb der ostpalaearktischen Vertreter der Gattung ist nicht ausreichend geklärt. Der Schachwürger gilt als sehr nahe verwandte Art und wird von einigen Taxonomen auch als conspezifisch aufgefasst. Dies gilt vor allem für die Unterart L. t. lahulensis, die als stabilisierte Hybride von Lanius schach erythronotus × Lanius tephronotus angesehen wird.  Keine der beiden zurzeit anerkannten Unterarten wird von der IUCN in einer Gefährdungsstufe gelistet (LC = least concern).

## Aussehen

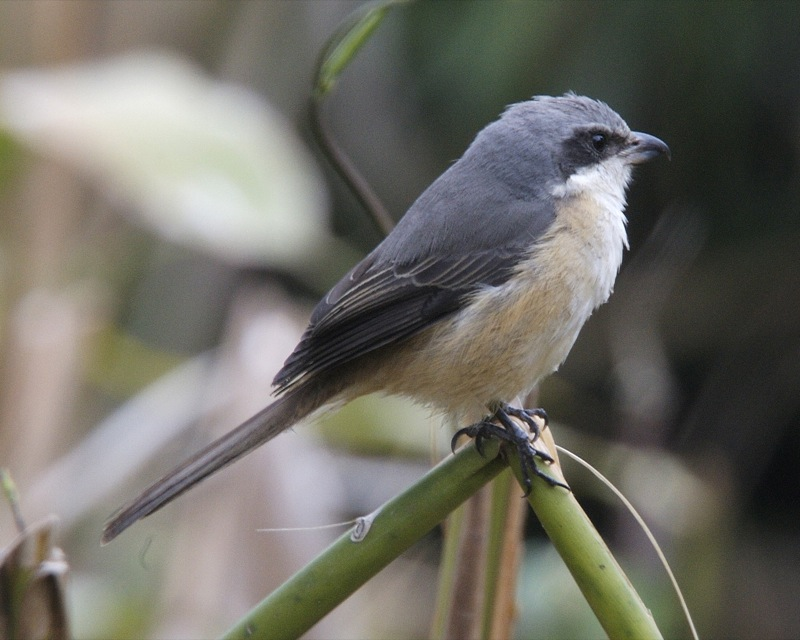
Überwinternder Tibetwürger im Nationalpark Khao Yai in Thailand

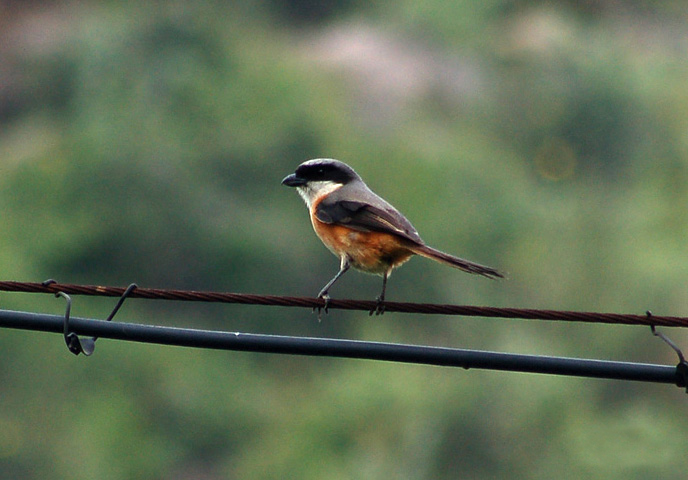
Intensiv gefärbter Tibetwürger (Guizhou, China)

Der Tibetwürger ist eine mittelgroße, auf der Oberseite vor allem grau und schwarz, auf der Unterseite weißlich gefärbte Würgerart. Im Flug zeigt er auf der Oberseite keine oder fast keine weißen Färbungselemente. Er ist mit 22–23 Zentimetern Körperlänge etwa so groß wie eine Singdrossel und wiegt zwischen 39 und 54 Gramm, wobei Weibchen bei gleicher Körpergröße im Durchschnitt geringfügig schwerer zu sein scheinen als Männchen. Ein Färbungsdimorphismus besteht nicht.
In seinem hochalpinen Brutgebiet ist die Art mit keinem anderen Würger zu verwechseln, außerbrutzeitlich jedoch mit grauköpfigen Unterarten des Schachwürgers, insbesondere mit der Unterart Lanius schach caniceps. Schachwürger sind aber etwas größer und wesentlich langschwänziger, das Grau auf der Oberseite ist heller, die Rötlichbraun-Färbung des Bürzels ist intensiver und ausgedehnter. Zudem ist das weiße Flügelfeld der Schachwürger beim Tibetwürger sehr klein oder überhaupt nicht vorhanden. Vom insgesamt sehr ähnlichen Philippinenwürger ist das Verbreitungsgebiet dieser Art vollkommen getrennt.
Kopf, Nacken, Schultern, Mantel, und Rücken sind einheitlich und ungezeichnet schiefergrau, wobei die Farbintensität individuell und zwischen den Unterarten unterschiedlich ist. Die würgertypische schwarze Maske ist über dem Schnabelansatz sehr schmal verbunden und verläuft – sich verbreiternd – über die Augen bis über die Ohrdecken hinaus. Zum Scheitel hin ist sie oft fein weiß gerandet. Die oberen Flügeldecken sowie die Schwingen sind schwarz, die meisten der Deckfedern und einige der Schirmfedern und Armschwingen sind hell rötlich-braun oder weißlich gesäumt. Die für viele Würger typische Weißzeichnung der basalen Abschnitte der inneren Handschwingen fehlt völlig oder ist nur sehr undeutlich ausgebildet, sodass meist keine weißen Flügelmarkierungen im Sitzen oder Fliegen erkennbar sind. Nur bei der Unterart L. t. lahulensis ist oft ein Flügelspiegel ausgebildet. Der Bürzel ist undeutlich zimtbraun, die Unterschwanzdecken intensiver rötlich-braun. Die Steuerfedern sind dunkelbraun bis schwärzlich-braun, die meisten von ihnen sind etwas heller gerandet. Bis auf den Schwanz ist die gesamte Unterseite matt weiß, die Brustseiten sowie die Flanken sind recht intensiv rötlich-zimtbraun. Der Schnabel ist meist schwarz, zuweilen an der Basis etwas heller. Die Beine und Zehen sind schwärzlich, die Iris der Augen ist braun.
Juvenile und immature Tibetwürger sind auf der Oberseite graubraun, das Kopfgefieder ist fein dunkel gewellt, das übrige Oberseitengefieder etwas breiter gebändert. Die Gesichtsmaske ist auf einen kleinen braunen Fleck im Bereich der Ohrdecken reduziert. Die Unterseite ist auf grauweißem Grund eng schwärzlich gebändert. Bürzel und Unterschwanzdecken sind rötlich-braun und zeigen ebenfalls eine schwarze Bänderung. Der Schnabel ist graubraun.
Adulte vermausern einmal im Jahr zwischen September und Dezember das gesamte Gefieder. Die erste Vorbrutmauser immaturer Tibetwürger zwischen März und April scheint ebenfalls eine Komplettmauser zu sein.

## Lautäußerungen
Obwohl Ähnlichkeiten zwischen den Gesängen, vor allem aber den Rufen von Schachwürger und Tibetwürger bestehen, unterscheiden sie sich in Bezug auf die Frequenzbereiche doch deutlich. Wesentlicher Alarmruf ist ein scharfes, kurzes, mehrfach in kurzen Intervallen geäußertes Tschert … tschert, daneben ist auch häufig in Aggressions- oder Gefahrensituationen ein anhaltendes, häherartiges Kreischen zu hören. Der Gesang ist ein ausdauerndes, leises Murmeln und Schwatzen, mit teils melodiösen Elementen, aber auch mit Pfiffen und atonalen Sequenzen durchsetzt. Wie bei Würgergesängen üblich, werden – unterschiedlich variiert und angeordnet – Phrasen aus anderen Vogelgesängen eingeflochten.

## Verbreitung, Lebensraum und Wanderungen

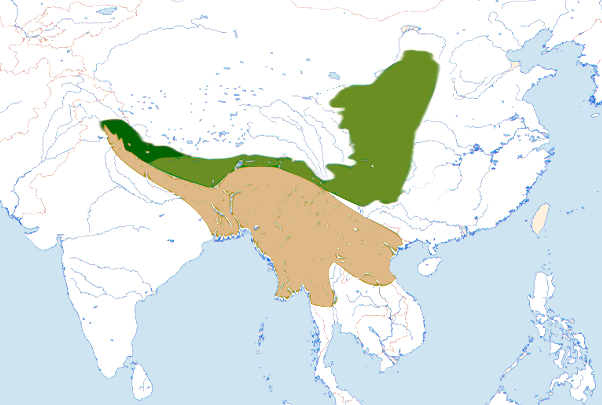
Verbreitung des Tibetwürgers
dunkelgrün: Brutgebiet Lanius tephronotus lahulensis
mittelgrün: Brutgebiet Lanius tephronotus tephronotus
bräunlich: Außerbrutzeitliche Vorkommen

Neben der Unterart des Keilschwanzwürgers Lanius sphenocercus giganteus ist der Tibetwürger die einzige Würgerart, die ausschließlich im Hochgebirge in Höhen von zumindest 2200 Metern vorkommt. Die Untergrenze der Brutverbreitung ist deutlich von Einfluss und Intensität des indischen Sommermonsuns abhängig: Je stärke diese sind, desto höher liegt die Untergrenze der Brutverbreitung. Die höchstgelegenen Brutplätze wurden in Yunnan in Höhen um 4500 Metern festgestellt.
Die Art ist vom zentralen (vielleicht auch nördlichen) Kaschmir und wahrscheinlich dem westlichsten Xizang über Tibet, Nepal, Sikkim,  Bhutan und das nordöstliche Indien ost- und nordostwärts bis Zentral- und Südzentralchina verbreitet. Im Nord- und Zentralteil des Verbreitungsgebietes liegt die nördliche Verbreitungsgrenze bei 30° Nord, im Ostteil bei etwa 40° Nord. Die Ostgrenze liegt um den 110. östlichen Breitengrad in Shaanxi, möglicherweise erreicht sie auch die westlichsten Gebiete der Nachbarprovinz Shanxi.
Die Überwinterungsgebiete liegen meist in räumlicher Nähe der Brutgebiete, jedoch in entsprechend tieferen Lagen, zum Teil auch südlich, vor allem aber südöstlich von ihnen im nordöstlichen Westbengalen, nördlichen Bangladesch sowie in Nordthailand, Nordvietnam, Myanmar und Laos, gelegentlich auch noch weiter nach Südostindochina. Auch in größeren Städten, etwa in Kathmandu, überwintert die Art.

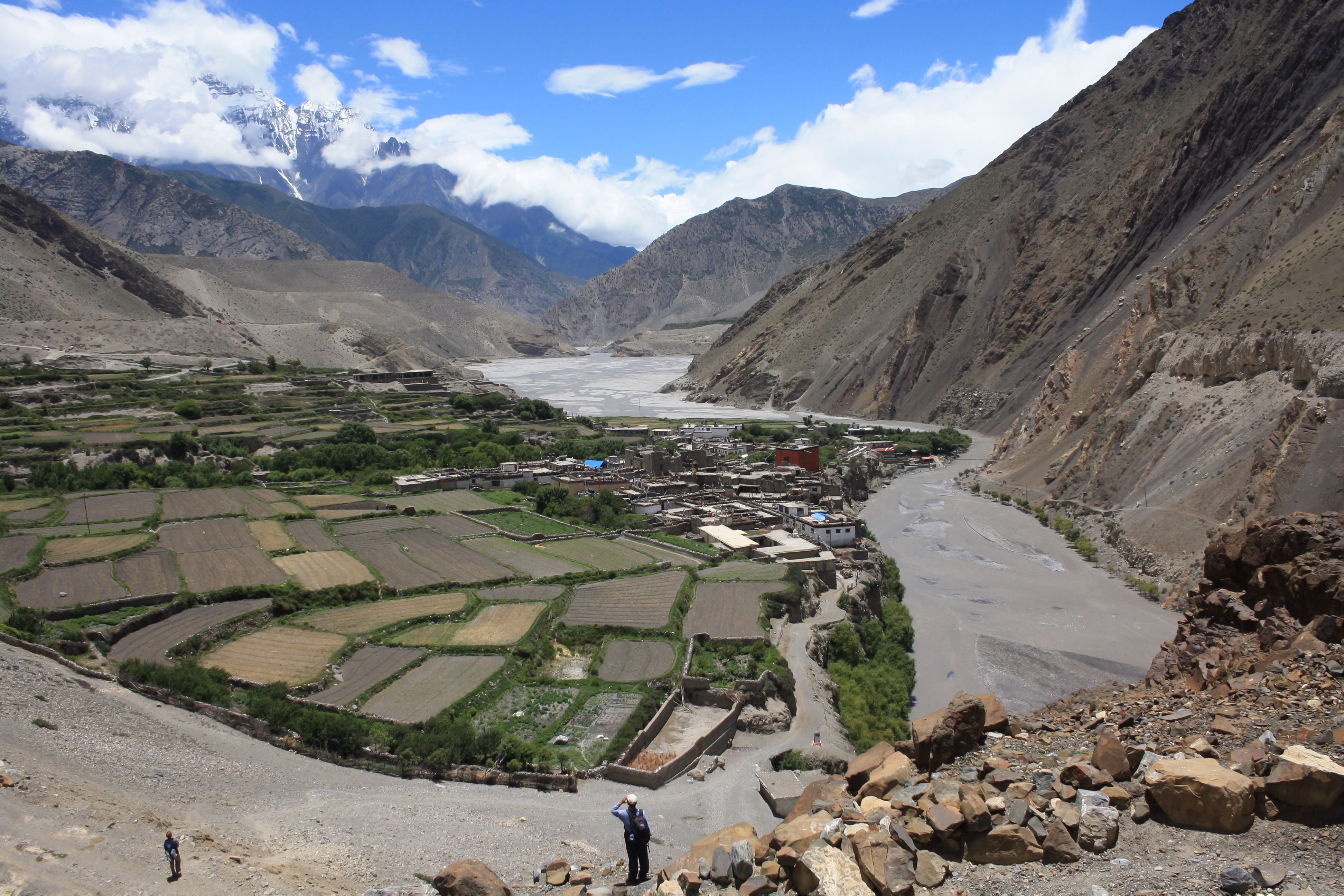
Im Tal des Kali Gandaki ist der Tibetwürger ein häufiger Sommervogel. Die Windschutzbepflanzungen an den Feldrändern bieten der Art ausgezeichnete Brutmöglichkeiten.

In diesem großen Verbreitungsgebiet ist die Art nirgendwo flächendeckend vertreten, sondern der Landschaftstopographie folgend auf Hochgebirgslagen beschränkt. Verbreitungsinseln können oft 50–100 Kilometer voneinander entfernt liegen. Unterhalb der Baumgrenze bewohnt der Tibetwürger weiträumige, buschbestandene Lichtungen, locker baumbestandene Hanglagen, Sekundärwuchs nach Muren- oder Lawinenabgängen, kultiviertes Land am Rande von Siedlungen, bebuschte Feldraine und Almweiden. In den Buschzonen oberhalb der Baumgrenze sind es vor allem mit Sanddorn, Hecken-Rosen oder Berberitzen bewachsene, kurzrasige Regionen, die bevorzugt besiedelt werden. In den Hochmoorgebieten von Zoigê kommt der Tibetwürger in Weidenbeständen entlang von Flussläufen und in Windschutzstreifen an Siedlungsgrenzen vor.
Siedlungsdichten und Raumbedarf der Art lassen sich nicht einheitlich beschreiben, doch kann der Tibetwürger regional hohe Bestandsdichten erreichen und in manchen-, allerdings sonst eher vogelarmen Gebieten, die häufigste Vogelart darstellen. Im Tal des Kali Gandaki in Mustang, wo die Art sehr häufig vorkommt und  vor allem in Rosa sericea-Büschen brütet, beansprucht ein Brutpaar in linearer Ausdehnung einen etwa 150–200 Meter langen Gebüschstreifen, in der Umgebung der Distrikthauptstadt von Zoigê im nördlichen Sichuan ist der Tibetwürger im Sommer die häufigste Vogelart.
Die Zugbewegungen der Art sind uneinheitlich. Die Mehrheit der Tibetwürger dürfte nur vertikal von den hochgelegenen Brutgebieten in tiefere Lagen ziehen oder kleinräumig klimatisch begünstigtere Regionen aufsuchen. Ein Teil der Vögel zieht jedoch in südliche, beziehungsweise südöstliche Richtung ab und wird regelmäßig in den weiter oben erwähnten Überwinterungsgebieten festgestellt. Über die geschlechts- und altersmäßige Zusammensetzung der ziehenden Populationen liegen keine Erkenntnisse vor. Der Wegzug setzt mit den ersten anhaltenden Nachtfrösten zwischen Mitte September und Mitte Oktober ein. Abhängig von der Höhenlage des Brutgebietes kehren die Tibetwürger ab Anfang April an die Brutplätze zurück. Überwinternde Tibetwürger werden im Kathmandutal regelmäßig zwischen Oktober und Mitte März beobachtet, im nördlichen Myanmar wurde die Art zwischen Ende September und Anfang Mai festgestellt.

## Nahrung und Nahrungserwerb

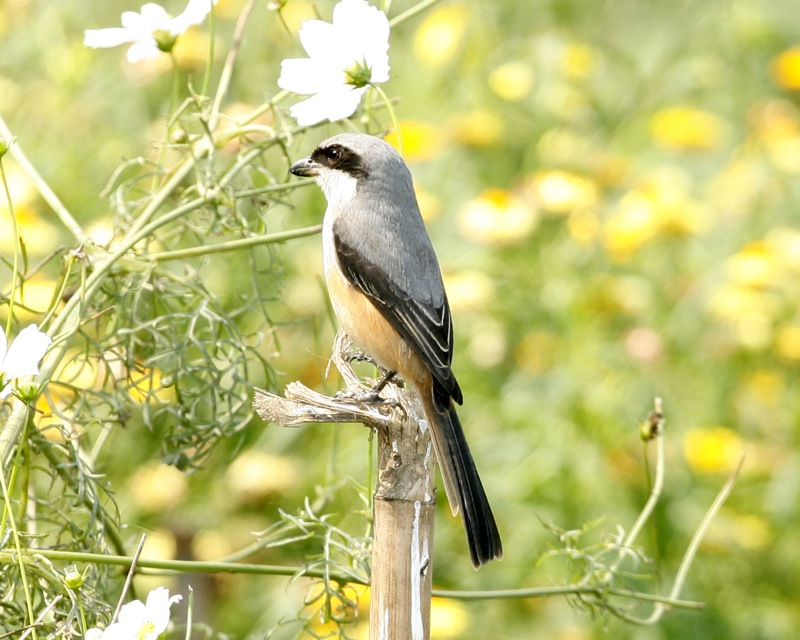
Ein männlicher Tibetwürger in typisch aufrechter Beobachtungsposition

Wie bei den meisten kleinen und mittelgroßen Würgerarten besteht der bei weitem überwiegende Nahrungsanteil aus Insekten und zu einem kleineren Teil aus anderen Wirbellosen. Unter den Insekten zählen vor allem Käfer, Heuschrecken und Grillen sowie Schmetterlinge, insbesondere deren Raupen, zu den Hauptbeutetieren. Regenwürmer können nach anhaltenden Regenfällen, aber auch nach den ersten Nachtfrösten zu einer ergiebigen Ersatznahrung werden. Wirbeltiere wie kleine Mäuse, Eidechsen, Frösche und Nestlinge spielen im Nahrungserwerb der Art nur eine untergeordnete Rolle.
Der Tibetwürger beobachtet in aufrechter Körperhaltung von einem meist in Höhen zwischen 2 und 3 Metern gelegenen Ansitz aus einen Sektor im Radius zwischen 10 und 15 Metern intensiv nach potentiellen Beutetieren. Erspäht er eines, gleitet er vom Ansitz und schlägt es auf dem Boden. Häufiger als die meisten anderen Würger scheint die Art Insekten auch im Flug anzugreifen und zu erbeuten. Bei Beuteüberschuss legen Tibetwürger Vorräte an, indem sie Beutetiere im dornigen Gezweig aufspießen oder in einer Zweiggabelung einklemmen.

## Verhalten
Es sind keine Besonderheiten bekannt, die den Tibetwürger in seinem Verhalten von anderen kleinen und mittelgroßen Würgerarten wesentlich unterscheiden würden. Die Art ist tagaktiv und während der Brutzeit und wohl auch in den Überwinterungsgebieten streng territorial. Außerhalb der Brutzeit lebt die Art solitär, nur gelegentlich wurden kleinere Schlafgemeinschaften beobachtet. Auch jungflügge Vögel scheinen sich in kleinen Gruppen zu versammeln, die bis zum möglicherweise gemeinsamen Wegzug Bestand haben. Während der Brutzeit beansprucht ein Brutpaar ein Territorium, das gegenüber Artgenossen energisch verteidigt wird. Die Partnerschaft ist eine weitgehend monogame Brutsaisonbindung; inwieweit Brutortstreue zur Wiederverpaarung letztjähriger Partner führt, ist nicht bekannt, ebenso fehlen  Einzelheiten zur Balz des Tibetwürgers. Es wird vermutet, dass sie im Wesentlichen der des nahe verwandten Schachwürgers gleicht.

## Brutbiologie
Abhängig von der Wetter- und der Höhenlage erscheinen die ersten Tibetwürger ab Anfang April wieder im Brutgebiet, die Männchen einige Tage vor den Weibchen. Bis Ende April sind meist alle zur Verfügung stehenden Brutplätze selbst in großen Höhen besetzt. Die ersten Gelege wurden in der letzten Maidekade gefunden. Die Legezeit erstreckt sich über den gesamten Juni und Juli und reicht wahrscheinlich bis in den August. Zweitbruten werden vermutet, sind bislang aber nicht bestätigt.
Das Nest wird in Büschen, vor allem in Hecken-Rosen und Berberitzen, aber auch in Weiden und anderen Bäumen errichtet. Es liegt meist niedrig in Höhen zwischen 1,5 und 2,5 Metern, nur selten in größeren Höhen bis zu 8 Metern. Die Arbeitsverteilung der Geschlechter am Nestbau und dessen Dauer sind nicht bekannt. Es wird als unordentlicher, lose zusammengefügter Bau beschrieben, Panov charakterisiert es dagegen mit seinen vielfach hervorstehenden Ästchen und Zweigchen zwar als unordentlich aussehend, insgesamt jedoch als kompakten und fest gefügten Bau, bei dem vor allem die innere Nestschicht sehr fein aus Stängelchen und Grashalmen verwoben und weich mit Tierwolle, meist Schaf- oder Yakwolle, ausgepolstert ist. In Siedlungsnähe wird immer auch allerlei menschlicher Abfall, in letzter Zeit zunehmend Plastikfetzen, in den Nestern gefunden. Der Außendurchmesser des ziemlich tiefen Nestes schwankt zwischen 130 und 200 Millimetern, der Innendurchmesser liegt im Durchschnitt bei 80 Millimetern, die Napftiefe beträgt um 55 Millimeter. Vom brütenden Weibchen sind meist nur die steil aufgerichteten Steuerfedern und die Schnabelspitze zu sehen.
Das Gelege besteht aus 4–6 matt weißen oder leicht grünlich behauchten Eiern, die vor allem am stumpfen Ende braun oder violett-braun getupft und gefleckt sind und auch auf der gesamten Oberfläche verteilt bräunlich violette Tupfen aufweisen können. Ihre Maße betragen bei einem Gewicht von um die 25 Gramm im Durchschnitt 24,9 × 18,7 Millimeter. Die Brutzeit beträgt 15–18 Tage, die Nestlingszeit, während der beide Eltern die Jungen füttern, dauert etwa ebenso lange. In einer mit einer Stichprobe von 24 begonnenen Bruten relativ kleinen Untersuchung waren 45,8 Prozent mit zumindest einem ausgeflogenen Jungvogel erfolgreich. Hauptursache für Brutverluste waren anhaltendes Schlechtwetter sowie Prädation durch das Altaiwiesel.

## Systematik
Umfangreiche Untersuchungen zur systematischen Stellung des Tibetwürgers innerhalb der Gattung Lanius liegen nicht vor. Er wurde bis vor kurzem als Unterart des Schachwürgers betrachtet, mit dem er ohne Zweifel sehr nahe verwandt ist. Inwieweit die Unterart L. t. lahulensis als stabilisierte Hybride mit Lanius schach erythronotus oder eher mit Lanius schach caniceps zu betrachten ist, bedarf weiterer Untersuchungen. Dort wo Schachwürger und Tibetwürger in den gleichen Gebieten vorkommen, ist ihre Brutverbreitung vertikal weitgehend getrennt, sodass es fraglich ist, ob es überhaupt Kontaktzonen gibt. Die zur Verfügung stehenden molekulargenetischen Untersuchungen zeigen den Tibetwürger zwar in unmittelbarer verwandtschaftlicher Nähe zum Schachwürger, aber nicht als dessen Schwesterart.
Zurzeit werden zwei, moderat differenzierte Unterarten beschrieben:
- Lanius tephronotus tephronotus (Vigors, 1831): Fast das gesamte Verbreitungsgebiet der Art bis auf den äußersten Nordwesten. Keine weißen Flügelabzeichen, relativ dunkelgrau auf der Oberseite.
- Lanius tephronotus lahulensis Koelz, 1950: Kaschmir, westliches Xizang bis Uttar Pradesh, vielleicht auch westlichstes Nepal. Etwas helleres Grau auf der Oberseite, oft ein kleines weißes Flügelfeld.

## Bestand und Gefährdung
Beide Unterarten des Tibetwürgers gelten zurzeit als ungefährdet. Ihr Verbreitungsgebiet ist zwar groß, den topographischen Gegebenheiten ihres hochalpinen Lebensraumes entsprechend jedoch sehr stark fragmentiert. Als natürliche Prädatoren sind verschiedene Greifvogelarten, als Nesträuber vor allem Krähen, insbesondere die Dickschnabelkrähe, und das Altaiwiesel bedeutsam. Von den vor allem buddhistisch orientierten Menschen seines Lebensraumes wird der Tibetwürger nicht verfolgt.

## Etymologie
Nicholas Aylward Vigors beschrieb den Würger unter dem Namen Collurio tephronotus. Einen genauen Fundort nannte der Autor nicht. Das Artepitheton tephronotus leitet sich von griech. τεφρος  für aschgrau und νωτος für rückseitig ab. Der Name der Unterart lahulensis verweist auf den indischen Bezirk Lahul.